# Kenia na Letnich Igrzyskach Olimpijskich Młodzieży 2010
Kenię na Letnich Igrzyskach Olimpijskich Młodzieży w Singapurze w 2010 reprezentować będzie 11 sportowców w 3 dyscyplinach.

## Skład kadry

### Lekkoatletyka
- Virginia Ng’anga
- Josephat Kiprop
- Peter Muthoka
- Damaris Mutua
- Alfas Kishoyan
- William Mbevi
- Dominic Mutuku
- Matheka Mutuku

### Pływanie
- Sylvia Brunlehner
- David Buruchara

### Żeglarstwo
- Laura Kiran Granier